# Cotopaxi (tỉnh)

Bản đồ tỉnh Cotopaxi ở Ecuador.

Cotopaxi là một tỉnh của Ecuador. Tỉnh lỵ là Latacunga. Tỉnh này có núi lửa Cotopaxi, một núi lửa hoạt động gián đoạn với độ cao 19.388 foot. Tỉnh được chia rat thành 7 tổng.
Tổng (thủ phủ)
1. La Maná (La Maná)
2. Latacunga (Latacunga)
3. Pangua (El Corazón)
4. Pujilí (Pujilí)
5. Salcedo Canton (San Miguel)
6. Saquisilí (Saquisilí)
7. Sigchos (Sigchos)